# Elbit Hermes 450
L’Elbit Hermes 450 è un UAV multiruolo sviluppato dall'azienda israeliana Elbit Systems per missioni di ricognizione e sorveglianza a media autonomia ed alte altitudini.

## Storia del progetto
È stato progettato dalla controllata Elbit Silver Arrow, motivo per cui, inizialmente, fu chiamato Silver Arrow Hermes 450.
Il primo dimostratore del drone, che all'inizio fu progettato per essere alimentato da due motori, fu presentato nel 1994 come risposta di Elbit all'Heron della IAI.
Il velivolo presentava due motori Wankel UEL-AR-741 da 38 CV. La versione monomotore finale, inizialmente chiamata Hermes 450s per distinguerla dalla versione bimotore, volò prima della fine del 1998, ma non si conosce la data esatta del primo volo.

## Utilizzatori

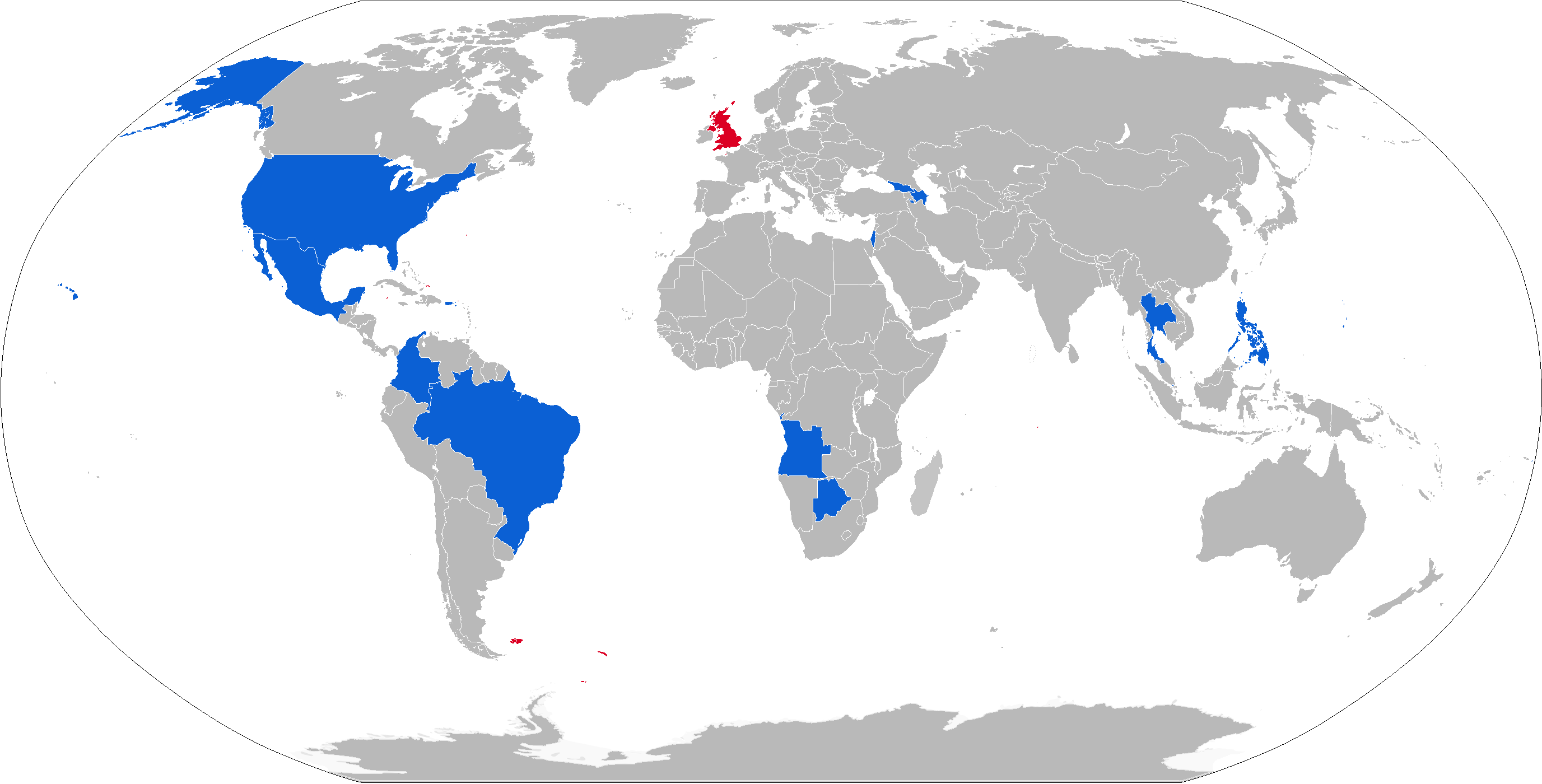
Mappa con gli utilizzatori dell'Hermes 450, in blu i presenti ed in rosso i passati

### Governativi
Stati Uniti
- United States Customs and Border Protection[3][4]

### Militari
Azerbaigian
- Azərbaycan hərbi hava qüvvələri

10 Hermes 450 furono acquistati nel 2008; 9 ancora in servizio al giugno 2020. Il 12 settembre 2011 un UAV è stato abbattuto dall'Esercito di difesa del Nagorno Karabakh nello spazio aereo della non riconosciuta Repubblica del Nagorno Karabakh.
 Botswana
 Brasile
- Força Aérea Brasileira

2 Hermes 450 (ridesignati RQ-450) ordinati nel gennaio del 2011, più ulteriori 2 esemplari ordinati nel 2013.
 Colombia
- Fuerza Aérea Colombiana

 Filippine
- Hukbong Himpapawid ng Pilipinas

4 Hermes 450 ordinati, tutti consegnati al febbraio 2021.
- Hukbong Katihan ng Pilipinas

 Georgia
- Sak'art'velos samxedro-sahaero dzalebi

 Israele
- Heyl Ha'Avir

 Macedonia del Nord
- Voeno Vozduhoplovstvo i Protivvozdušna Odbrana

 Messico
- Fuerza Aérea Mexicana

 Regno Unito
- British Army

50 Watchkeeper WK450 costruiti su licenza dalla Thales UK, ordinati a partire dal 2007. Il primo esemplare è entrato in servizio attivo nel marzo 2014, è stato considerato pienamente operativo solo nel novembre del 2018. Gli ultimi esemplari sono stati ritirati dal servizio a fine marzo 2025.
 Romania
- Forțele Aeriene Române

3 Watchkeeper X selezionati il 21 dicembre 2022 ed ordinati a giugno 2023.
 Singapore
- Republic of Singapore Air Force

12 Hermes 450 ricevuti a partire dal maggio del 2007.
 Thailandia
- Kongthap Bok Thai

4 Hermes 450 ordinati.
 Zambia
- Zambia Air Force

3 Hermes 450 ordinati nel 2018 e tutti in servizio al giugno 2021.